# 9-es busz (Szolnok)
A szolnoki 9-es jelzésű autóbuszok a Szolnok Ispán körutat (belváros) kötik össze a Béke Tsz. lakóközösséggel.

## Útvonala
A járat a Szolnok Ispán körútról indul, a Szapáry út az utolsó belvárosi megállója, utána a Rákóczi úton halad végig, majd a Bajcsy-Zsilinszky út–József Attila úti kereszteződésben folytatja útját a Bajtárs úti, ill. az Abonyi úti Iskola megállókig.
A Nagysándor József úti megálló után Abony felé folytatódik a járat útja, de a 32-es főútról letérve egy kisebb „lakóközösségbe” juthatunk el a busszal. Ez a Béke TSZ.
(Barázda utca, Budapest utca…)

## Járatindítások
A járat egy hétköznapi napon négyszer közlekedik oda és vissza.
- A Béke TSZ.-ből induló járatok:
  - hétköznapi napokon: 7.25; 10.50; 13.25; 16.30
  - szombati és munkaszüneti napokon: 8.00; 10.50
- A Szolnok Ispán körútról induló járatok:
  - hétköznapi napokon: 7.05; 10.30; 13.00; 16.10
  - szombati és munkaszüneti napokon: 7.40; 10.30

A járat menetideje 20 perc.